# Duc de Luynes

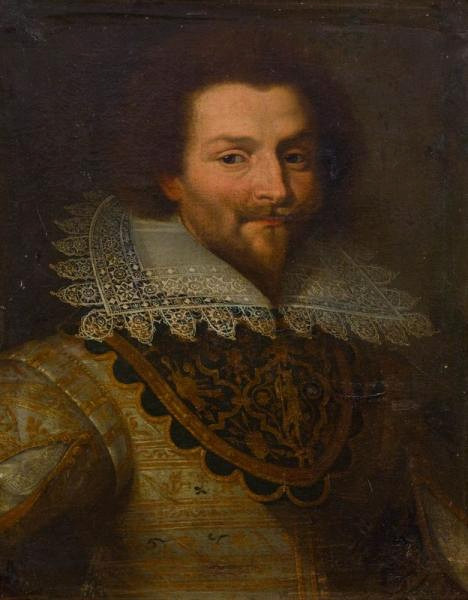
Charles d'Albert, 1er duc de Luynes.

Le titre de duc de Luynes, pair de France, a été créé en 1619 au profit de Charles d'Albert, favori du roi Louis XIII.

## Liste chronologique des ducs de Luynes
1. 1619-1621 : Charles d'Albert (1578-1621), 1er duc de Luynes.

Duché-pairie de Luynes (Indre-et-Loire) en 1782.

2. 1621-1690 : Louis Charles d'Albert de Luynes (1620-1690), fils du précédent, 2e duc de Luynes (père de la comtesse de Verrue).
3. 1690-1712 : Charles-Honoré d'Albert de Luynes (1646-1712), fils du précédent, 3e duc de Luynes.
4. 1712-1758 : Charles Philippe d'Albert de Luynes (1695-1758), petit-fils du précédent, 4e duc de Luynes.
5. 1758-1771 : Marie-Charles-Louis d'Albert de Luynes (1717-1771), fils du précédent, 5e duc de Luynes.
6. 1771-1807 : Louis-Joseph-Charles-Amable d'Albert de Luynes (1748-1807), fils du précédent, 6e duc de Luynes.
7. 1807-1839 : Charles Marie Paul André d'Albert de Luynes (1783-1839), fils du précédent, 7e duc de Luynes.
8. 1839-1867 : Honoré Théodoric Paul Joseph d'Albert de Luynes (1802-1867), fils du précédent, 8e duc de Luynes.
9. 1867-1870 : Charles Honoré Emmanuel d'Albert de Luynes (en) (1845-1870), petit-fils du précédent, 9e duc de Luynes.
10. 1870-1923 : Honoré Charles Marie Sosthène d'Albert de Luynes (1868-1923), fils du précédent, 10e duc de Luynes.
11. 1923-1993 : Philippe d'Albert de Luynes (en) (1905-1993), fils du précédent, 11e duc de Luynes.
12. 1993-2008 : Jean d'Albert de Luynes (1945-2008), fils du précédent, 12e duc de Luynes.
13. 2008- : Philippe d'Albert de Luynes (né en 1977), fils du précédent, 13e duc de Luynes.